# Рождество Мэдеи
«Рождество Мэдеи» (англ. A Madea Christmas) — американская комедийная драма 2013 года автора сценария, продюсера и режиссёра Тайлера Перри, который также исполняет главную роль Мэдеи. Это первый фильм, посвящённый тематическому празднику с участием главной героини Мэдеи, адаптированный из пьесы Перри с одноимённым названием. В картине также задействованы Чад Майкл Мюррей, Алисия Уитт и Кэти Наджими.
Премьера состоялась 13 декабря 2013 года.

## Сюжет
Мэдея Симмонс (Тайлер Перри) получает приглашение помочь её лучшей подруге Эйлин (Анна Мария Хорсфорд) оплатить поездку дочери Лейси (Тика Самптер) на Рождество, но самым большим сюрпризом становится то, что они обнаруживают, когда отправляются к ней. В небольшом сельском городке все готовятся к ежегодному Рождественскому празднику, благодаря которому откроются новые тайны и установятся на чашу весов многие отношения. Мэдея же планирует продемонстрировать собственный дух такого праздника.

## В ролях
- Тайлер Перри — Мэдея
- Анна Мария Хорсфорд — Эйлин
- Тика Самптер — Лейси
- Чад Майкл Мюррей — Таннер МакКой
- Алисия Уитт — Эмбер
- Кэти Наджими — Ким
- Ларри Кейбл Гай — Бадди
- Эрик Лайвли — Коннер
- Лиза Уэлчел — Нэнси Портер
- Джонатан Чейз — Альфред
- Майкл Х. Коул — Оуэн
- Ноа Урреа — Бэйли
- Эшли Хит — Одри